# Aristolochia jianfenglingensis
Aristolochia jianfenglingensis är en piprankeväxtart som beskrevs av Han Xu, Y.D.Li & H.Q.Chen. Aristolochia jianfenglingensis ingår i släktet piprankor, och familjen piprankeväxter. Inga underarter finns listade i Catalogue of Life.